# Famille Koechlin
La famille Koechlin (prononcé ke'klɛ̃), originaire de Suisse et établie au XVIIe siècle à Mulhouse, est une famille subsistante d'ancienne bourgeoisie, impliquée, depuis la fin de l'Ancien Régime dans la vie politique et économique alsacienne.
Appartenant à la bourgeoisie de Zurich, en Suisse, où sa filiation est suivie depuis le début du XVIe siècle, elle a donné plusieurs branches, dont l'une émigre à Mulhouse au XVIIe siècle, fondant en 1746 une manufacture d'indiennes particulièrement réputée, et participant largement, dès le XIXe siècle, à la prospérité économique et au rayonnement politique de la ville.
Outre de très nombreux industriels et chimistes de renom, cinq députés à l'Assemblée nationale et quatre maires de Mulhouse font partie de la famille, ainsi que deux officiers généraux. Elle compte à ce jour vingt-quatre membres de la Légion d'Honneur.

## Histoire
Originaire de Stein am Rhein, dans le canton de Schaffhouse, la famille Koechlin est une famille ayant obtenu la bourgeoisie de Schaffhouse, de Zurich et de Bâle. Ses membres se sont implantés en Suisse, à Bâle et à Zurich, ainsi qu'en Alsace, notamment à Mulhouse.
En 1746, Samuel Koechlin (1719-1776) s’associe à Jean-Henri Dollfus et Jean-Jacques Schmaltzer pour fonder la première manufacture d’impression sur étoffes, les indiennes, qui marque le début d’une industrie qui fera la prospérité de la ville. 
Il est à l'origine d'une très nombreuse descendance, divisée en plusieurs branches, qui participe de façon éminente, tout au long du XIXe siècle, au développement de l’industrie de la filature, du tissage, de la chimie pour les teintures et enfin des machines textiles et des locomotives.
André Koechlin (1789-1875), industriel, développe d'importantes fonderies en Alsace et construit des locomotives, employées dans les lignes de chemin de fer de Mulhouse à Thann puis de Mulhouse à Strasbourg, que finance son cousin Nicolas Koechlin (1781-1852). L'un et l'autre font une carrière politique nationale et sont élus plusieurs fois députés, André Koechlin occupant également, par deux fois, le mandat de maire de Mulhouse.
Entre les nombreuses personnalités familiales qui se sont distinguées depuis la fin du XIXe siècle, on peut encore citer René Koechlin (1866-1951), qui conçut le projet du grand canal d’Alsace et ses barrages hydro-électriques, son frère Maurice Koechlin (1856-1946), concepteur de la célèbre Tour Eiffel et de l'armature de la Statue de la Liberté, Paul Koechlin (1881-1916), constructeur d'avions au début du XXe siècle, ou encore le général Jean-Léonard Koechlin, l'un des chefs du mouvement bonapartiste d'après-guerre. 
La famille Koechlin produit également plusieurs artistes de grand talent : Rodolphe Koechlin est ainsi peintre botaniste, Florence Koechlin (1857-1896), peintre et sculpteur, Daniel Koechlin (1845-1914) et Alfred Koechlin (1845-1878) deviennent eux aussi artistes peintres. Enfin, Charles Koechlin (1867-1950) est un compositeur majeur du XXe siècle.
À l'époque contemporaine, on retrouve des personnalités aussi diverses que Philippe Koechlin (1936-1996), journaliste musical, fondateur du magazine Rock & Folk, Sylvie Koechlin (née en 1956), sculptrice, Étienne Koechlin (né en 1966), neuroscientifique, spécialiste de l'étude du lobe frontal humain, ou encore Caroline Koechlin-Aubert (née en 1980) joueuse internationale de basket-ball.
En Inde, Kalki Koechlin (née en 1984) est aujourd'hui une actrice particulièrement populaire.

## Personnalités
- Samuel Koechlin (1719-1776), industriel, fondateur de la première manufacture d'indiennes à Mulhouse.
- Josué Koechlin (1756-1830), maire de Mulhouse (1814).
- Jean-Jacques Koechlin (1776-134), maire de Mulhouse (1815, 1819-1821) et député du Haut-Rhin (1820-1827), officier de la Légion d'Honneur.
- Rodolphe Koechlin (1778-1855), peintre botaniste.
- Nicolas Koechlin (1781-1852), industriel, président de la Chambre de commerce et d'industrie du Haut-Rhin, conseiller général (1833-1839) et député du Haut-Rhin (1830-1841), pionnier du chemin de fer en Alsace, chevalier de la Légion d'Honneur.
- Daniel Koechlin-Schouch (1785-1871), chimiste et inventeur, spécialiste des procédés d'impression sur toile, médaille d’or personnelle à l’Exposition de 1819 de Paris, chevalier de la Légion d'Honneur.
- André Koechlin (1789-1775), industriel, constructeur des premières locomotives alsaciennes et actionnaire des Houillères de Ronchamp, deux fois maire de Mulhouse (1830-1831 puis 1832-1843), conseiller général (1839-1848) et député du Haut-Rhin (1832-1834, 1841-1846 et 1846-1848), chevalier de la Légion d'Honneur.
- Joseph Koechlin-Schlumberger (1796-1863), industriel, maire de Mulhouse (1852-1863), conseiller général du Haut-Rhin, chevalier de la Légion d'Honneur.
- Émile Koechlin (1808-1883), maire de Mulhouse (1848-1852).
- Napoléon Koechlin (1821-1892), industriel, maire de Masevaux.
- Maurice Koechlin (1856-1946), ingénieur, concepteur de la Tour Eiffel, officier de la Légion d'Honneur.
- Alfred Koechlin-Steinbach, industriel et député du Haut-Rhin (1871-1872).
- Alfred Koechlin-Schwartz (1829-1895), industriel et député du Nord (1889-1890), maire du 8e arrondissement de Paris (1870-1878), vice-président de la Société pour la propagation de l’instruction parmi les femmes, commandeur de la Légion d'Honneur.
- Nicolas Koechlin (1838-1892), officier d'ordonnance du duc d'Aumale, conseiller général du Doubs (1879-1892).
- Horace Koechlin (1839-1898), chimiste, chevalier de la Légion d'Honneur.
- Florence Koechlin (1857-1896), peintre et sculpteur.
- Raymond Koechlin (1860-1931), historien de l’art médiéval, collectionneur, président-fondateur de la Société des amis du Louvre.
- René Koechlin (1866-1951), ingénieur, spécialiste de la production d'électricité par la force hydraulique, commandeur de la Légion d'Honneur.
- Charles Koechlin (1867-1950), compositeur de musique.
- Jean-Léonard Koechlin-Schwartz (1870-1951), officier d'artillerie, général de brigade, aquarelliste, l'un des chefs du mouvement bonapartiste, officier de la Légion d'Honneur. Il est l'auteur d'une manuscrit récemment édité décrivant avec beaucoup de sensibilité et de précision les années d'Occupation à Vannes.
- Gabrielle Koechlin (1876-1964), philanthrope et mécène de la ville de Mulhouse.
- Paul Koechlin (1881-1916), industriel et pionnier de l'aviation, décédé de ses blessures de guerre.
- Edgar Koechlin (1887-1932), consul général de France à Shangaï.
- Philippe Koechlin-Schwartz (1895-1975), officier d'aviation, général de brigade aérienne.
- Philippe Koechlin (1936-1996), journaliste musical, fondateur du magazine Rock & Folk.
- Dorothée Koechlin de Bizemont (née en 1937), écrivain, journaliste et astrologue française, spécialiste d'Edgar Cayce.
- Éric Koechlin (1950-2014), champion de kayak français, médaille de bronze aux Mondiaux de 1973.
- Sylvie Koechlin (née en 1956), sculptrice, présidente du Salon d'Automne de 2015 a 2021.
- Sophie Koechlin (née en 1960), autrice, traductrice, adaptatrice et illustratrice, française de livres pour enfants.
- Étienne Koechlin (né en 1966), polytechnicien, docteur en neurosciences, directeur de recherche à l’INSERM, spécialiste de l'étude du lobe frontal humain.
- Caroline Koechlin-Aubert (née en 1980), joueuse de basket-ball, membre de l'équipe de France féminine (2004-2009).
- Kalki Koechlin (née en 1984), actrice de cinéma franco-indienne.

## Filiation
- Samuel Koechlin (1719-1776), cofondateur de l'industrie textile mulhousienne en 1746. Il épouse Élisabeth  Hofer (1725-1793). De ce mariage, naissent 17 enfants dont :
  - (1) Jean Koechlin (1746-1836), négociant et industriel mulhousien. Il épouse en 1769 Climène Dollfus (1753-1828). De ce mariage naissent 20 enfants entre 1770 et 1797, dont :
    - (3) Jean Koechlin (1773-1861), artiste-peintre, dessinateur, puis fabricant d'indiennes à Mulhouse, qui épouse en 1800 Thérèse « Laure » Léocadie de Lavit (1784-1827), la sœur de la soprano Caroline Branchu[2].
    - (6) Jean Jacques Koechlin (1776-1834), homme politique. Il épouse sa cousine Anne Catherine Koechlin (1781-1859), fille de Josué Koechlin (1756-1830) et de sa première épouse Anne Catherine Kielmann.
    - (8) Rodolphe Koechlin (1778-1835), industriel mulhousien. Il épouse Marie Élisabeth Risler (1778-1829).
      - Jean Koechlin (1801-1870), industriel mulhousien. Il épouse Marie Madeleine Élisabeth Dollfus (1806-1891), sœur de Jean et Émile Dollfus.
        - Alfred Koechlin-Schwartz (1829-1895), homme politique. Il épouse Emma Schwartz (1838-1911).
          - Raymond Koechlin (1860-1931), collectionneur et journaliste. Il épouse Hélène Bouwens van de Boijen (1865-1895).
          - Jean-Léonard Koechlin-Schwartz (1870-1951), X 1889, général de brigade. Il épouse Marguerite Villard (1868-1952).
            - Philippe Jean Léonard Koechlin-Schwartz (1895-1967), général d'aviation. Il épouse aux Pays-Bas Carola Amélie Élizabeth de Lynden, puis Vidiane Viée en secondes noces en 1937.
              - Dorothée Koechlin-Schwartz (1937) épouse Hugues de Bizemont.

      - Émile Koechlin (1808-1883), ingénieur et homme politique. Il épouse sa cousine Salomé Koechlin (1817-1891), fille d'Isaac Koechlin (1784-1856) et d'Ursule Zündel (1793-1820).
        - Émilie Koechlin (1837-1871) épouse le scientifique Charles Friedel, membre de l'Académie des sciences.
          - Georges Friedel (1865-1933), scientifique. Il épouse Mathilde Hélène Berger-Levrault.
            - Edmond Friedel (1895-1972), directeur de l’École des mines de Paris. Il épouse Jeanne Renée Bersier (1897-1943).
              - Jacques Friedel (1921-2014), physicien, membre de l'Institut. Il épouse Mary Winifred Horder (1911-2004).
                - Paul Friedel, directeur de l'École nationale supérieure Mines-Télécom Atlantique Bretagne Pays de la Loire. Il épouse  Brigitte Camille Marie Edith Fontès.

        - Rodolphe Koechlin (1847-1920), ingénieur de l'École centrale des arts et manufactures de Paris. Il épouse Julie Engel dite Emma (1849-1947).
          - Rodolphe Koechlin (1874-1916), capitaine, mort pour la France sur le navire-hôpital France III à Toulon le 13 septembre 1916[3]. Il épouse sa cousine Geneviève Laure Mathilde Koechlin (1883-1946), fille de Georges Maximilien Koechlin (1854-1904) et de Laure Kœchlin (1862-1935).
            - Georges Rodolphe Koechlin (1913-1985) épouse Denise Meunier.
              - Éric Koechlin (1950-2014), kayakiste. Il épouse Dominique Grange.
                - Caroline Koechlin-Aubert (1980), joueuse de basket-ball.

            - Robert Rodolphe Koechlin (1916-1971). Il épouse  France Vincent-Bréchignac.
              - Philippe Koechlin (1938-1996), journaliste. Il épouse Chantal Amsler.
                - Sophie Koechlin (1960),  auteure, traductrice, adaptatrice, illustratrice, peintre et designer.

              - Lionel Koechlin (1948), auteur-illustrateur.

    - (10) Nicolas Koechlin (1781-1852), entrepreneur. Il épouse Ursule Dollfus (1783-1802) puis Anne Marie Baumgartner (1784-1826).
      - Salomé Koechlin épouse Mathieu Dollfus.
        - Anne-Marie Koechlin (1837-1917), dame d'honneur de l'Impératrice Eugénie. Elle épouse Philippe de Bourgoing (1827-1882), homme politique.
          - Inès de Bourgoing, filleule de l'Impératrice Eugénie. Veuve, elle épouse en secondes noces le maréchal Lyautey.

      - Nicolas Ferdinand Koechlin (1812-1875). Il épouse sa cousine Julie Caroline Koechlin (1820-1875), fille d'André Koechlin (1789-1875) et d'Ursule Dollfus (1794-1872).
        - Nicolas Koechlin (1838-1892), industriel et homme politique. Il épouse Louise Fannie Rosalie Juliette Meiner (1844-1931).
          - Marie-Louise Koechlin (1865-1913) épouse Raymond Decazes (1851-1916), petit-fils de Joseph-Léonard Decazes.
            - Antoinette Cécile Juliette Decazes (1889-1981) épouse René Paulin de La Fouchardière (1887-1956)
              - Pierre de La Fouchardière (1920-2011).

    - (13) Daniel Koechlin (1785-1871). Il épouse Catherine Emilie Schouch (1787-1852).
      - Camille Jules Koechlin (1811-1890) épouse Julie Gros (1819-1881).
        - Horace Koechlin (1839-1898). Il épouse Cécile Julie Widemann (1856-1930).
          - Guy Koechlin (1886-1954). Il épouse Violette Antuszewicz (1892-1983).
            - Jean René Koechlin dit Guy (1921-1998). Il épouse Jacqueline Knoell (1823-1898).
              - Joël Koechlin épouse Françoise Armandie.
                - Kalki Koechlin (1984), actrice indienne d’origine française.

      - Georges Koechlin (1816-1882). Il épouse Camille Dollfus, fille de Jean Dollfus et nièce d'Émile Dollfus.
        - Jules Camille Daniel Koechlin dit Daniel-Koechlin (1845-1914), peintre. Il épouse Fanny Bertha Weiss.
        - Charles Koechlin (1867-1950), compositeur. Il épouse Suzanne Pierrard.
          - Jean-Michel Koechlin (1904-1990).
          - Hélène Koechlin (1906-1998).
          - Madeleine Koechlin (1911-1997) épouse en 1936 le linguiste coréen Li Long Tsi (1896-1986).
          - Nina Koechlin (1916-1983). Elle épouse Jean Lerique (1913-1985).
          - Yves Koechlin (1923-2011), ingénieur. Il épouse Noémie Langevin (1927), biologiste.

      - Alfred Koechlin-Steinbach (1825-1872), industriel et homme politique. Il épouse Henriette Élisabeth Suzanne Frauenfelder (1832-1910), fille adoptive de Jean-Georges Steinbach.
        - Hélène Koechlin (1851-1928) épouse Louis Andrieux, homme politique.
        - Georges Maximilien Koechlin (1854-1904), officier de cavalerie, industriel à Belfort. Il épouse sa cousine Laure Kœchlin (1862-1935), fille de Frédéric Armand Léon Koechlin (1828-1910) et de Mathilde Louise Kullmann (1839-1881).
          - Geneviève Laure Mathilde Koechlin (1883-1946) épouse son cousin Rodolphe Emile Koechlin (1874-1916), fils de Rodolphe Koechlin (1847-1920) et de Julie Engel dite Emma (1849-1947).

    - (14) Ferdinand Koechlin (1786-1854) épouse Amélie Hofer (1804-1895).
      - Jules Ferdinand Koechlin (1822-1890) épouse Caroline Dollfus (1828-1888), fille de Jean Dollfus.
        - Gabrielle Anna Koechlin (1858-1890) épouse Gabriel Alexis Bouffet (1850-1910), préfet, conseiller d'État.
          - Jean Gabriel Ferdinand Bouffet (1882-1940), Général de corps d'armée, mort pour la France. Il épouse Anne Louise Laffon de Ladebat (1886-1971), fille du Général Édouard Laffon de Ladebat, chef d'État-Major général de l'Armée.
            - Andrée Isabelle Suzanne Bouffet (1884-1965) épouse Jacques Guerlain (1874-1963), industriel, créateur des parfums de la maison Guerlain de 1890 à 1955.

  - (7) Jean-Jacques Koechlin, dit « Koechlin-à-la-pipe » (1754-1814), docteur en médecine et plénipotentiaire de la République de Mulhouse. Il épouse Anne-Catherine Dollfus (1760-1812), fille de Jean-Henri Dollfus père, sœur de Jean-Henri Dollfus fils et arrière-petite-fille de Jean Bernoulli.
    - Jean Koechlin (1780-1862), industriel à Mulhouse puis Guebwiller. Il épouse Elise Witz (1794-1855).
      - Jean-Frédéric Koechlin (1826-1914), manufacturier à Buhl (Haut-Rhin). Il épouse Anne-Marie-Élisabeth Beuck (1824-1889).
        - Maurice Koechlin (1856-1946), ingénieur. Il épouse Emma Rossier (1867-1956).
        - René Koechlin (1866-1951), ingénieur. Il épouse Élisabeth Rossier (1875-1961).

    - André Koechlin (1789-1875), industriel et homme politique. Il épouse Ursule Dollfus (1794-1872).
      - Julie Caroline Koechlin (1820-1875) épouse son cousin Nicolas Ferdinand Koechlin (1812-1875), fils de Nicolas Koechlin (1781-1852).

    - Joseph Koechlin (1790-1861), manufacturier à Mulhouse. Il épouse Marie Anne Didier (1790-1852)
      - Jean Jacques Koechlin (1817-1869), manufacturier à Mulhouse. Il épouse Nina Hurlimann (1821-1885)
        - Albert Koechlin (1848-1920), manufacturier à Mulhouse. Il épouse Marie Caroline Heilmann (1860-1882) puis Adrienne Gros.
          - Paul Koechlin (1881-1916), industriel et pionnier de l'aviation.

    - Frédéric Auguste Koechlin (1799-1873), manufacturier. Il épouse sa cousine Marie Judith Koechlin (1810-1888), fille de Jean Georges Koechlin (1788-1810) et de Judith Thierry (1792-1845).
      - Frédéric Armand Léon Koechlin (1828-1910), manufacturier. Il épouse Mathilde Louise Kullmann (1839-1881).
        - Laure Koechlin (1862-1935) épouse son cousin Georges Maximilien Koechlin (1854-1904), fils d'Alfred Koechlin-Steinbach (1825-1872) et d'Henriette Élisabeth  Suzanne Frauenfelder dite Steinbach (1832-1910).

  - (8) Hartmann Koechlin (1755-1813). Il épouse Salomé Iselin (1760-1828).
    - Isaac Koechlin (1784-1856), manufacturier à Willer-sur-Thur. Il épouse Ursule Zündel (1793-1820)
      - Salomé Koechlin (1817-1891) épouse son cousin Émile Koechlin (1808-1883), fils de Rodolphe Koechlin (1778-1835) et de Marie Élisabeth Risler (1778-1829).

    - Samuel Koechlin (1785-1874). Il épouse Valérie Burckart (1790-1865).
      - Alphons Koechlin (1821-1893), homme d'affaires et politique suisse. Il épouse Adèle Geigy (1827-1903).
        - Carl Koechlin (1856-1914), homme d'affaires et politique suisse. Il épouse Élisabeth  Iselin (1860-1893).

  - (9) Josué Koechlin (1756-1830). Il épouse Anne Catherine Kielmann (1759-1784) en 1776 puis Anne Catherine Mieg (1768-1833) en 1785.
    - Anne Catherine Koechlin (1781-1859) épouse son cousin Jean Jacques Koechlin (1776-1834), fils de Jean Koechlin (1746-1836).
    - Joseph Charles Émile Koechlin, dit Joseph Koechlin-Schlumberger (1796-1863), industriel et homme politique. Il épouse Caroline Schlumberger (1810-1900).
      - Caroline Koechlin (1829-1903), qui épouse Jean Mieg, dit Jean Mieg-Koechlin (1819-1904), homme politique.

  - (15) Jean Georges Koechlin (1765-1788), négociant à Mulhouse. Il épouse Anna Maria Weber.
    - Jean Georges Koechlin (1788-1810), manufacturier à Mulhouse et à Rouen. Il épouse Judith Thierry (1792-1845).
      - Marie Judith Koechlin (1810-1888) épouse son cousin Frédéric Auguste Koechlin (1799-1873), fils de Nicolas Ferdinand Koechlin (1812-1875) et de Julie Caroline Koechlin (1820-1875).

Personnalités non raccordées à l'arbre précédent :
- Sylvie Koechlin (1956), sculptrice française ;
- Thomas Koechlin (1991), céiste suisse ;

Des portraits et biographies de nombreux membres de la famille Koechlin sont consultables sur un site Internet consacré à cette famille.

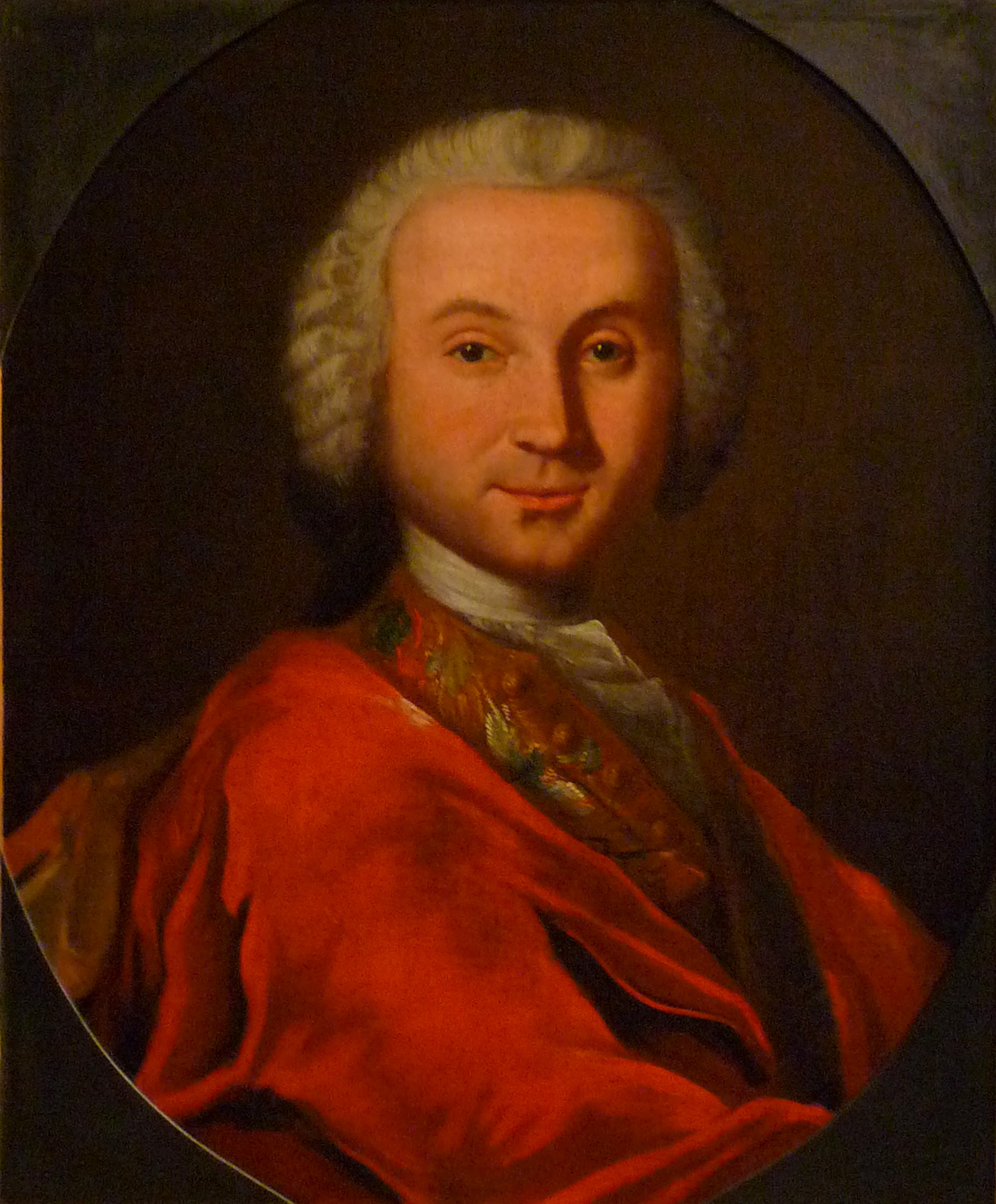
Samuel Koechlin (1719-1776)
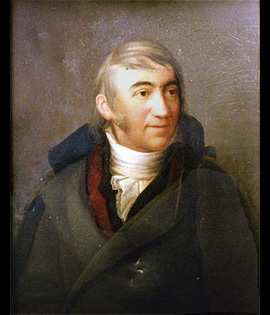
Jean Koechlin (1746-1838)
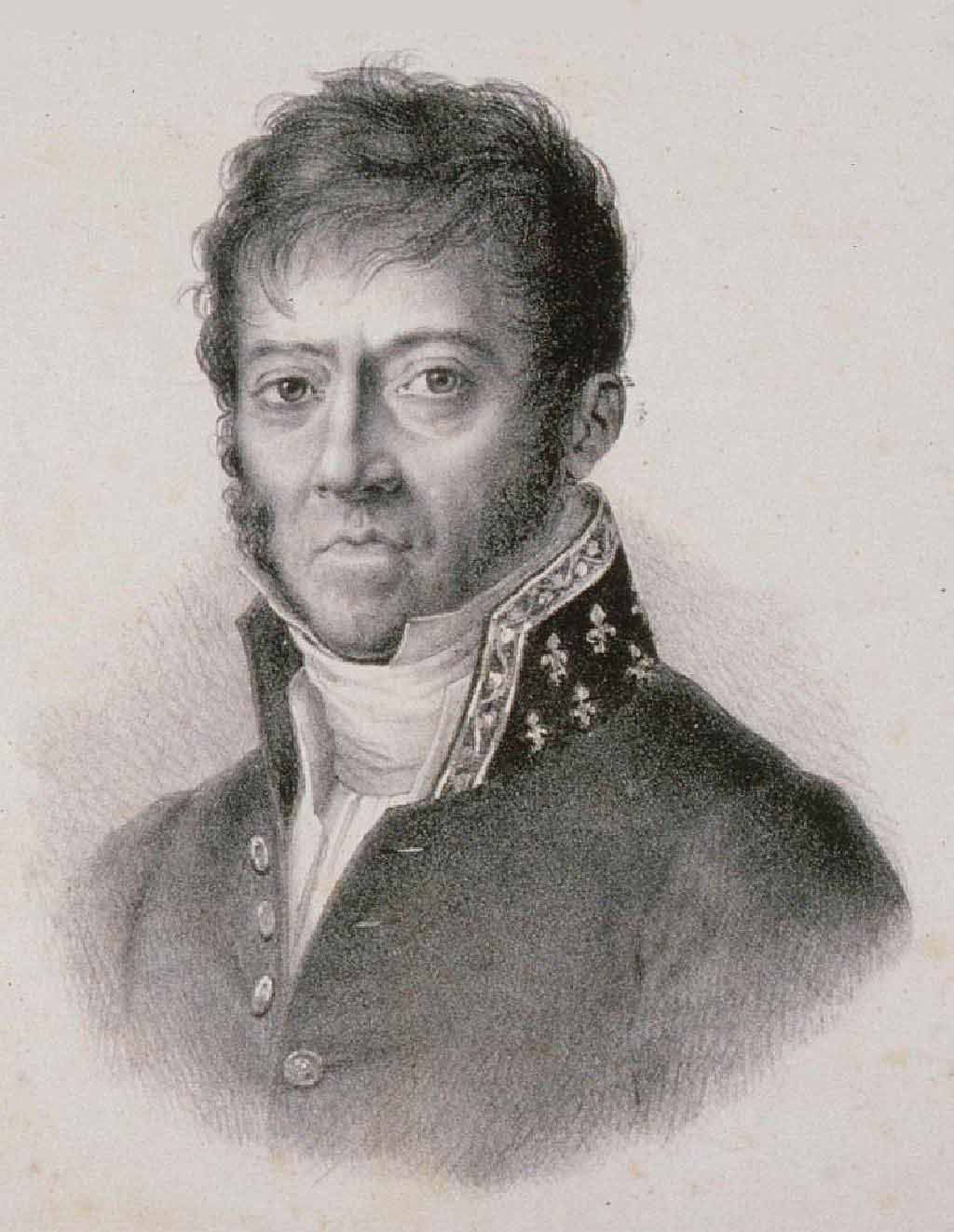
Jacques Koechlin (1776-1834)
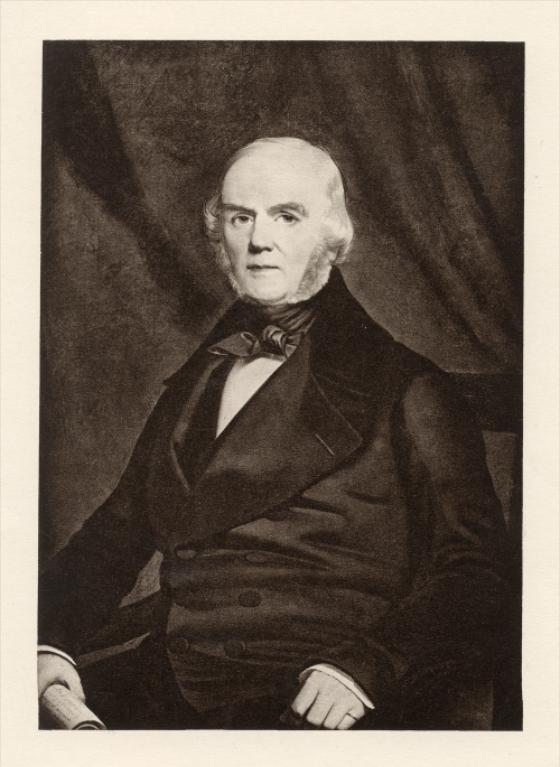
Nicolas Koechlin (1781-1852)
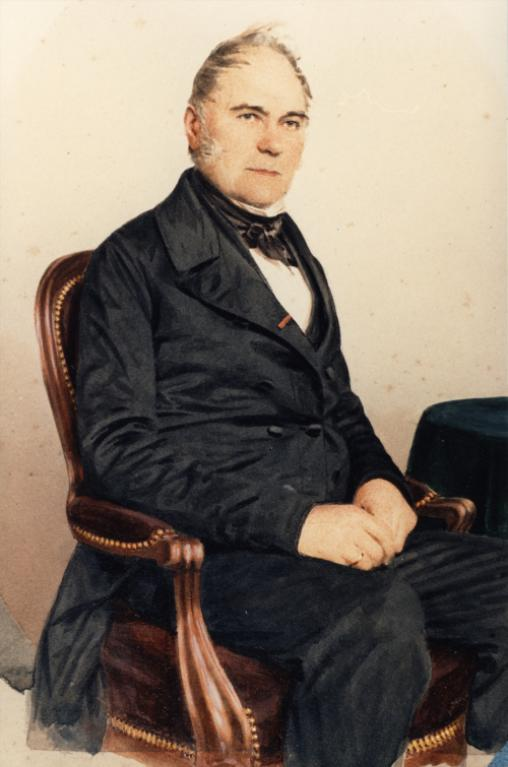
Ferdinand Koechlin (1786-1854)
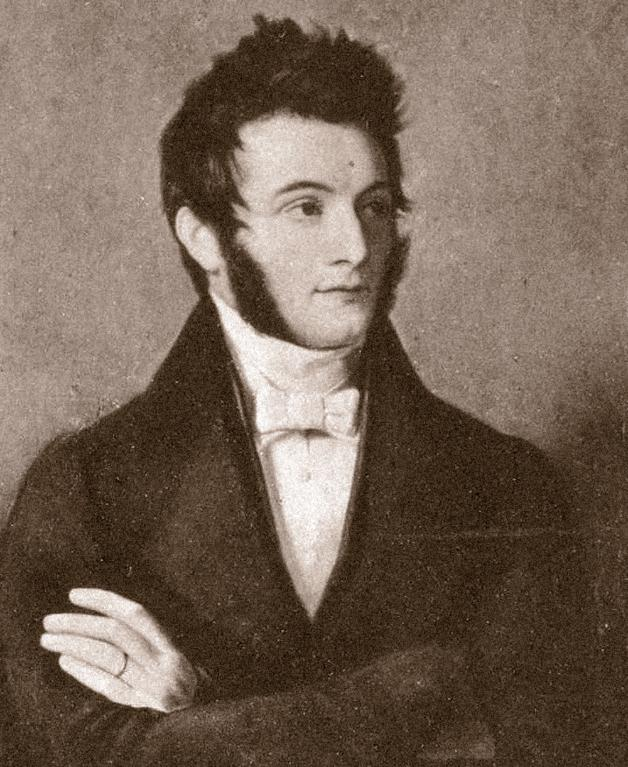
André Koechlin (1789-1875)
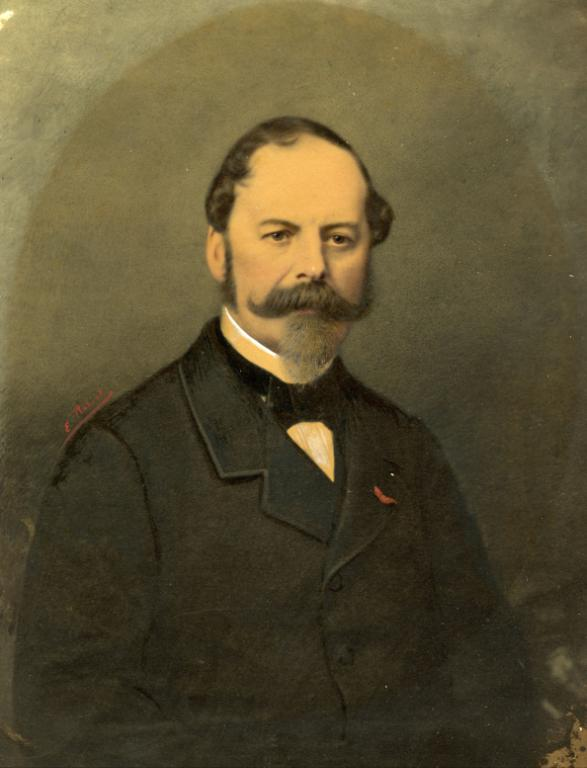
Jean Koechlin-Dollfus (1801-1870)
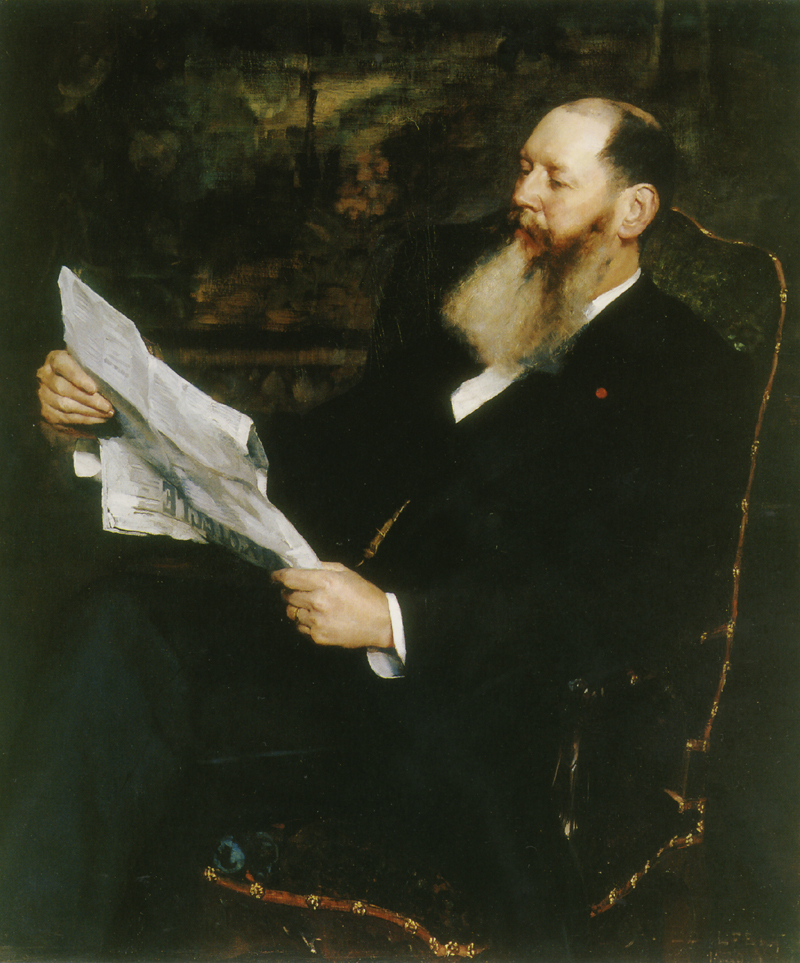
Alfred Koechlin-Schwartz (1829-1895)
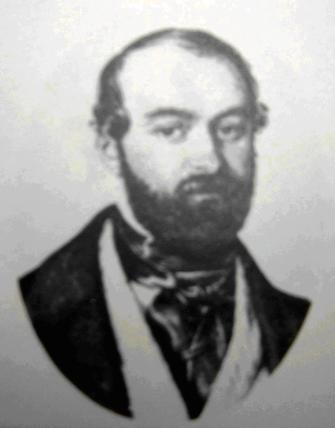
Émile Koechlin (1808-1883)
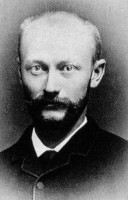
Maurice Koechlin (1856-1946)
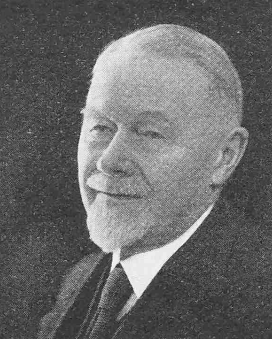
René Koechlin (1866-1951)
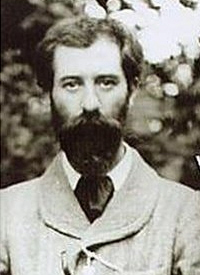
Charles Koechlin (1867-1950)

## Cousinade
Le 28 octobre 2017, 155 descendants Dollfus, Mieg et Koechlin regroupés au sein de l'« association DMK » se sont réunis au siège de la Société industrielle de Mulhouse pour une cousinade et une évocation historique du passé mulhousien.

## Pour approfondir